# エンタープライズ (ネバダ州)
エンタープライズ（英: Enterprise）は、アメリカ合衆国ネバダ州クラーク郡のラスベガス都市圏に位置する国勢調査指定地域（CDP）である。2010年国勢調査での人口は108,481人であり、2000年の人口14,676人に対して約7倍になった。
町は、クラーク郡の7地域から各1名ずつ選出された計7名の委員で構成されるクラーク郡管理委員会によって統治されている。

## 地理
エンタープライズは北緯36度1分53秒 西経115度11分53秒 / 北緯36.03139度 西経115.19806度に位置する。アメリカ合衆国国勢調査局に拠れば、市域全面積は48.6平方マイル (125.9 km2)であり、すべて陸地である。域内には計画都市であるマウンテンズエッジが入っている。

## 人口動態
以下は2000年の国勢調査による人口統計データである。
| 基礎データ - 人口: 14,676人 - 世帯数: 5,917世帯 - 家族数: 3,804家族 - 人口密度: 116.6人/km2（301.9人/mi2） - 住居数: 6,609軒 - 住居密度: 52軒/km2（136/mi2） 人種別人口構成 - 白人: 82.30% - アフリカン・アメリカン: 3.16% - ネイティブ・アメリカン: 0.80% - アジア人: 5.19% - 太平洋諸島系: 0.55% - その他の人種: 4.04% - 混血: 3.96% - ヒスパニック・ラテン系: 12.03% | 年齢別人口構成 - 18歳未満: 20.5% - 18-24歳: 8.9% - 25-44歳: 30.8% - 45-64歳: 28.4% - 65歳以上: 11.4% - 年齢の中央値: 39歳 - 性比（女性100人あたり男性の人口） - 総人口: 104.7 - 18歳以上: 103.5 世帯と家族（対世帯数） - 18歳未満の子供がいる: 25.1% - 結婚・同居している夫婦: 51.7% - 未婚・離婚・死別女性が世帯主: 7.9% - 非家族世帯: 35.7% - 単身世帯: 25.0% - 65歳以上の老人1人暮らし: 5.6% - 平均構成人数 - 世帯: 2.47人 - 家族: 2.97人 |

### 収入
収入と家計
- 収入の中央値
  - 世帯: 50,667米ドル
  - 家族: 54,841米ドル
  - 性別
    - 男性: 36,971米ドル
    - 女性: 28,446米ドル
- 人口1人あたり収入: 25,063米ドル
- 貧困線以下
  - 対人口: 8.6%
  - 対家族数: 6.6%
  - 18歳未満: 12.1%
  - 65歳以上: 7.2%

## 経済
アレジアント航空がエンタープライズに本社を置いている。

## 教育
クラーク郡教育学区がエンタープライズの公共教育を管轄している。高校はデザートオアシス高校、シエラビスタ高校があり、他にサウスウェスト職業工科アカデミーがある。